# Guinea en los Juegos Paralímpicos de Río de Janeiro 2016
Guinea estuvo representada en los Juegos Paralímpicos de Río de Janeiro 2016 por un deportista masculino. El equipo paralímpico guineano no obtuvo ninguna medalla en estos Juegos.